# El carro (película)
El carro es una película colombiana dirigida por Luis Orjuela y estrenada el 25 de diciembre de 2003. Cuenta la vida de los Vélez, una familia de clase media cuya vida cambia tras tener su primer automóvil.

## Argumento
Los Vélez son una típica familia de clase media colombiana formada por Siervo de Jesús Vélez (Badillo), padre, Florina de Vélez (Bossa), madre, Gloria Vélez (Gómez), hija mayor, Óscar (Cadavid), hijo mayor, y Paola (Valenzuela) quienes siempre han usado transporte público.
Tras la negativa de Siervo de pagar una boleta para la rifa de un carro en el colegio de Paola decide vendérsela a sus vecinos los Guerrero quienes poseen un carro clásico; un Chevrolet Bel Air pero en casi malas condiciones. Sorpresivamente los Guerrero ganan un carro último modelo tras la posterior frustración de Siervo. Segundino Guerrero (Camacho) le propone a Siervo comprar el carro anterior a pesar del mal estado en que se encontraba. Siervo acepta y decide invertir el dinero de la fiesta de 15 años de Gloria en el carro más un préstamo dado por Florina. Al obtener el carro su modus vivendi cambia para siempre y los Vélez reconocerán más tarde que no son los mismos hasta que llega el día en que el viejo carro tendrá que ser vendido.